# 小行星22940
小行星22940（22940 Chyan）是一颗绕太阳运转的小行星，为主小行星带小行星。该小行星于1999年10月19日发现。

## 轨道参数
小行星22940的轨道半长轴为356 731 597 km，2.3845695 UA，离心率为0.154。